# Brune (Fluss)
Die Brune ist ein Fluss in Frankreich, der im Département Aisne in der Region Hauts-de-France verläuft. Sie entspringt im Gemeindegebiet von Brunehamel, entwässert generell in westlicher Richtung durch die Landschaft Thiérache und erreicht zwischen den Orten Lugny und Rogny das Tal des Vilpion. Obwohl er sich hier bereits auf etwa 150 Meter seinem Mündungsfluss nähert und auch über einige künstliche Wasserwege mit ihm verbunden ist, verläuft er noch etwa zwei Kilometer parallel und mündet erst nach insgesamt rund 37 Kilometern bei Thiernu als linker Nebenfluss in den Vilpion.

## Orte am Fluss
- Brunehamel
- Dohis
- Cuiry-lès-Iviers
- Morgny-en-Thiérache
- Dagny-Lambercy
- Nampcelles-la-Cour
- Braye-en-Thiérache
- Hary
- Burelles
- Gronard
- Prisces
- Houry
- Lugny
- Rogny
- Thiernu